# Danh sách tỷ phú Pháp theo giá trị tài sản
Dưới đây là danh sách các tỷ phú Pháp dựa trên sự định giá thường niên về của cải và tài sản được tổng hợp, biên soạn và xuất bản trên tạp chí Forbes của Mỹ năm 2021, theo bản danh sách tỷ phú thế giới của Forbes.

## Danh sách 41 tỷ phú giàu nhất nước Pháp năm 2021
| Thứ hạng tại Pháp | Họ và tên                             | Năm sinh     | Quốc tịch        | Giá trị tài sản (tỷ đô la Mỹ) | Nguồn gốc tài sản                 |
| ----------------- | ------------------------------------- | ------------ | ---------------- | ----------------------------- | --------------------------------- |
| 1                 | Bernard Arnault                       | 1949         | Pháp             | 195,7                         | LVMH                              |
| 2                 | Françoise Bettencourt Meyers          | 1953         | Pháp             | 73,6                          | L'Oréal                           |
| 3                 | François Pinault                      | 1936         | Pháp             | 42,3                          | Kering                            |
| 4                 | Alain Wertheimer                      | 1948         | Pháp             | 34,5                          | Chanel                            |
| 4                 | Gérard Wertheimer                     | 1951         | Pháp             | 34,5                          | Chanel                            |
| 6                 | Emmanuel Besnier                      | 1970         | Pháp             | 19,1                          | Lactalis                          |
| 7                 | Patrick Drahi                         | 1963         | Pháp · Maroc     | 11,8                          | Altice                            |
| 8                 | Rodolphe Saadé                        | 1970         | Pháp · Liban     | 10,9                          | CMA CGM                           |
| 9                 | Xavier Niel                           | 1967         | Pháp             | 8,8                           | Iliad SA                          |
| 10                | Alain Mérieux                         | 1938         | Pháp             | 8,2                           | Institut Merieux                  |
| 11                | Laurent Dassault                      | 1953         | Pháp             | 7,3                           | Tập đoàn Dassault                 |
| 11                | Thierry Dassault                      | 1957         | Pháp             | 7,3                           | Tập đoàn Dassault                 |
| 11                | Marie-Hélène Habert                   | 1964         | Pháp             | 7,3                           | Tập đoàn Dassault                 |
| 14                | Vincent Bolloré                       | 1952         | Pháp             | 7                             | Tập đoàn Bolloré                  |
| 15                | Jean-Michel Besnier                   | 1967         | Pháp             | 6,7                           | Lactalis                          |
| 15                | Marie Besnier Beauvalot               | 1980         | Pháp             | 6,7                           | Lactalis                          |
| 17                | Michel Leclercq                       | 1938         | Pháp             | 5,7                           | Tập đoàn Decathlon                |
| 17                | Nicolas Puech                         | 1943         | Pháp             | 5,7                           | Hermès                            |
| 19                | Carrie Perrodo                        | 1950         | Hồng Kông · Pháp | 5,4                           | Perenco                           |
| 20                | Marc Ladreit de Lacharrière           | 1940         | Pháp             | 4,9                           | Tài chính                         |
| 21                | Pierre Bellon                         | 1930         | Pháp             | 4,8                           | Sodexo                            |
| 22                | Hai anh em Martin và Olivier Bouygues | 1952 và 1950 | Pháp             | 4,6                           | Bouygues                          |
| 23                | Stéphane Bancel                       | 1972         | Pháp             | 4,3                           | Moderna                           |
| 24                | Gilles Martin                         | 1963         | Pháp             | 3,9                           | Eurofins Scientific               |
| 25                | Mohed Altrad                          | 1948         | Syria · Pháp     | 3,4                           | Giàn giáo, máy trộn xi măng       |
| 26                | Charles Edelstenne                    | 1938         | Pháp             | 3,3                           | Dassault Systèmes                 |
| 27                | Philippe Foriel-Destezet              | 1935         | Pháp             | 3                             | The Adecco Group                  |
| 27                | Louis Le Duff                         | 1945         | Pháp             | 3                             | Brioche Dorée và Tập đoàn Le Duff |
| 29                | Bernard Fraisse                       | 1956         | Pháp             | 2,1                           | Fareva                            |
| 29                | Philippe Ginestet                     | 1954         | Pháp             | 2,1                           | GiFi                              |
| 31                | Anne Beaufour                         | 1963         | Pháp             | 2                             | Ipsen                             |
| 31                | Henri Beaufour                        | 1965         | Pháp             | 2                             | Ipsen                             |
| 31                | Alain Taravella                       | 1948         | Pháp             | 2                             | Altarea SCA                       |
| 34                | Francois Feuillet                     | 1948         | Pháp             | 1,9                           | Trigano                           |
| 34                | Olivier Pomel                         | 1976         | Pháp             | 1,9                           | Datadog                           |
| 36                | Yves-Loic Martin                      | 1965         | Pháp             | 1,7                           | Eurofins Scientific               |
| 37                | Jean Pierre Cayard                    | 1942         | Pháp             | 1,6                           | La Martiniquaise                  |
| 37                | Norbert Dentressangle                 | 1953         | Pháp             | 1,6                           | Norbert Dentressangle             |
| 39                | Christian Latouche                    | 1939         | Pháp             | 1,5                           | Fiducial SA                       |
| 40                | Francis Holder                        | 1940         | Pháp             | 1,4                           | Tập đoàn Holder                   |
| 41                | Édouard Carmignac                     | 1947         | Pháp             | 1,2                           | Carmignac                         |
| 41                | Clément Fayat                         | 1931         | Pháp             | 1,2                           | Tập đoàn Fayat                    |